# Elżbieta Otffinowska
Elżbieta Otffinowska z domu Pąchalska (ur. 12 listopada 1936, zm. 7 listopada 2006) – polska dziennikarka związana z "Kurierem Polskim", "Tygodnikiem Demokratycznym" i "Rzeczpospolitą". 

## Życiorys
Ukończyła studia dziennikarskie na Uniwersytecie Warszawskim, po czym podjęła pracę w "Kurierze Polskim", gdzie była m.in. szefową działu reportażu, a także zastępcą redaktora naczelnego. Był wieloletnim członkiem Stowarzyszenia Dziennikarzy Polskich. W stanie wojennym pomagała kolegom zweryfikowanym negatywnie. W latach 80. publikowała m.in. w "Tygodniku Demokratycznym". Po transformacji ustrojowej i upadku "Kuriera Polskiego" przeszła do pracy w "Rzeczpospolitej". 